# Chaja Polak
Chaja-Line Polak (Den Haag, 5 november 1941) is een Nederlands schrijfster en beeldend kunstenaar. 

## Familie
Ze is de dochter van Hans Polak en Annetje Kupferschmidt. Haar ouders waren Joods en tijdens de Tweede Wereldoorlog actief binnen het verzet.

## Levensloop
In haar eerste levensjaren heeft Polak tijdens de Tweede Wereldoorlog op diverse adressen met haar moeder ondergedoken gezeten. Op 2 april 1944 werden haar ouders op hun onderduikadres bij de kunstenaar Kees Hos en zijn vrouw Tine de Leede gearresteerd door drie politiemensen, waaronder Johannes Krom. Chaja werd niet meegenomen omdat de agenten veronderstelden dat het echtpaar een zoontje had en Tine het arrestatieteam wist wijs te maken dat Chaja hun dochter was; ze stond valselijk in hun familieboekje opgenomen onder de naam Evelyne en luisterde naar de roepnaam Lyneke. De volgende dag kwam Krom terug om Chaja alsnog op te halen, maar zij was toen al bij een ander gezin ondergebracht.
Hans Polak werd vermoord in Dachau, maar haar moeder overleefde Auschwitz. Na de oorlog werd Chaja met haar moeder herenigd en gingen ze in Amsterdam wonen. Haar moeder trouwde met verzetsman Cor Fels die ook in kampen had gezeten. De meeste van haar latere boeken gaan over de situatie van kinderen van slachtoffers van de Holocaust. Zij wil echter zelf niet het stigma van oorlogsslachtoffer opgelegd krijgen.
Ze volgde haar middelbare schoolopleiding aan het Montessori Lyceum Amsterdam (1953-1959). Er volgde een opleiding aan de pedagogische academie, die zij niet zou voltooien (1959-1961). Vervolgens werkte ze voor een half jaar in een kibboets in Israël (1960). Na haar vertrek ging ze terug naar Amsterdam, waar ze tussen 1976 en 1979 studeerde aan de Gerrit Rietveld Academie (wel voltooid).. 
Zij maakte oorspronkelijk schilderijen en tekeningen waar veel verdriet uit sprak, later verliet zij dat thema en ging ze lichter werken.
Vervolgens exposeerde ze met haar schilderijen in binnen- en buitenland. Ook maakte zij gedichten. In 1988 vertrok ze naar Rome, waar ze begon met schrijven. In 1989 debuteerde zij met het boek Zomaar een vrijdagmiddag. Diverse van Polaks boeken zijn vertaald naar het Deens, Engels, Duits en Italiaans. Ook hebben haar boeken diverse malen op de longlist van de Libris Literatuur Prijs gestaan.
Polak was in 2016 lid van het comité van aanbeveling van het Steuncomité Israëlische Vredes- en Mensenrechtenorganisaties (SIVMO).

## Bestseller 60
| Boeken met noteringen in de Nederlandse Bestseller 60 | Jaar van verschijnen | Datum van binnenkomst | Hoogste positie | Aantal weken | Opmerkingen |
| ----------------------------------------------------- | -------------------- | --------------------- | --------------- | ------------ | ----------- |
| Brief in de nacht                                     | 2024                 | 03-04-2024            | 38              | 4            |             |